# Tortura

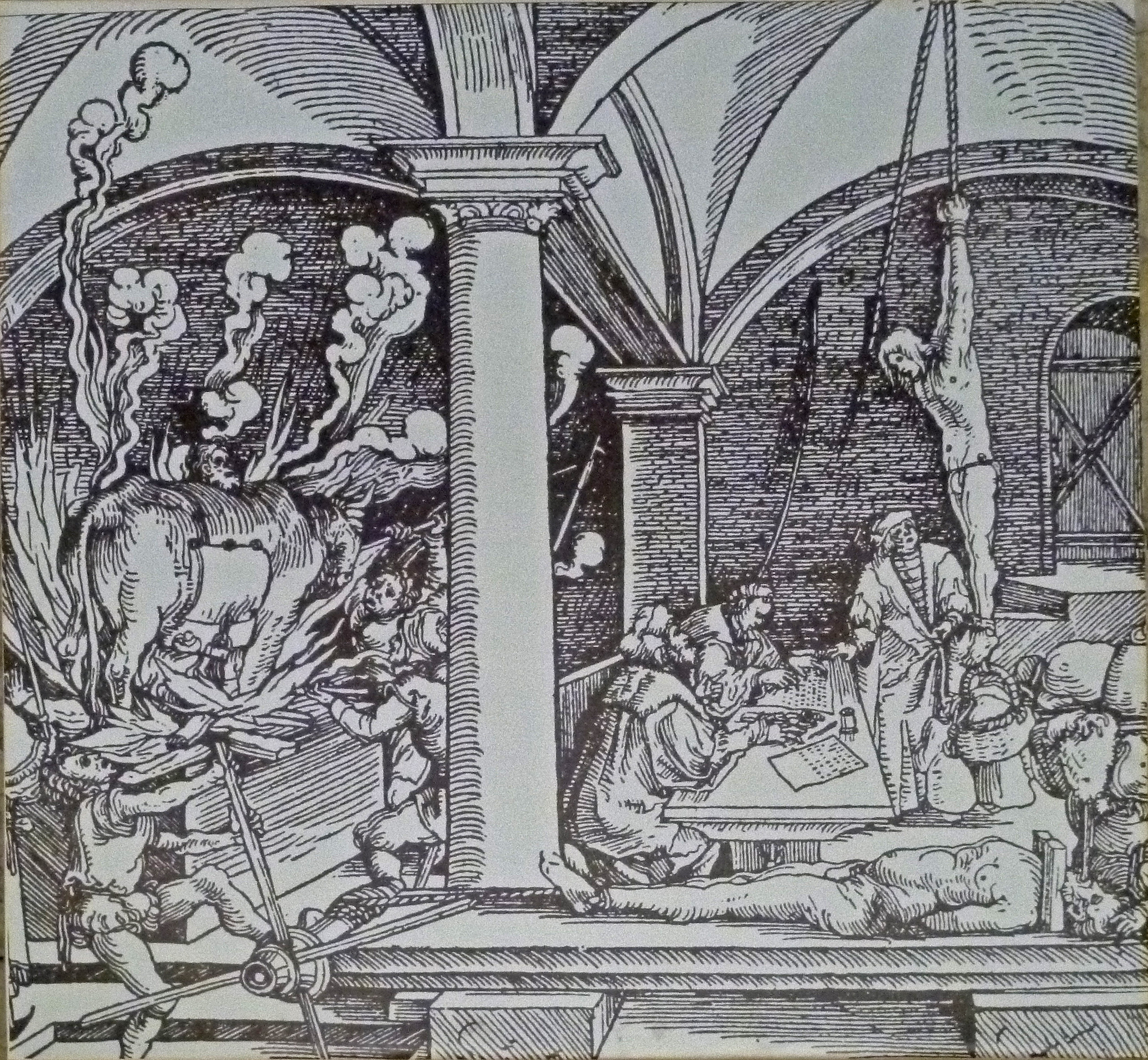
Grabado probablemente del siglo XVI que muestra diversos procedimientos de tortura en un castillo de la actual Eslovaquia. A la izquierda, el toro de Falaris; al fondo la garrucha (junto al torturado el tribunal y el escribano que anotan todo lo que dice) y en primer plano el potro cuyo torno está siendo accionado por el verdugo (el hombre tumbado en el potro está siendo torturado también mediante el tormento del agua).

La tortura es el acto de infligir dolor y daño físico o psicológico con el fin de dar castigo, obtener información o de conseguir «pruebas» para esclarecer un delito. Algunos autores proponen distinguir entre la tortura judicial —la que se ejerce durante el proceso penal para determinar la culpabilidad del acusado, hasta que fue abolida en Europa y en América a principios del siglo XIX— y la tortura extrajudicial —la que ejerce la autoridad gubernativa fuera del ámbito judicial propiamente dicho, especialmente cuando se trata de «delitos políticos»—. Después de los atentados del 11 de septiembre de 2001 Estados Unidos ha considerado que algunos interrogatorios bajo violencia física y psíquica, siguiendo las llamadas «técnicas de interrogatorio mejoradas», son legítimos y no deben considerarse como tortura, postura que ha sido criticada desde diversas fuentes.

## Definición

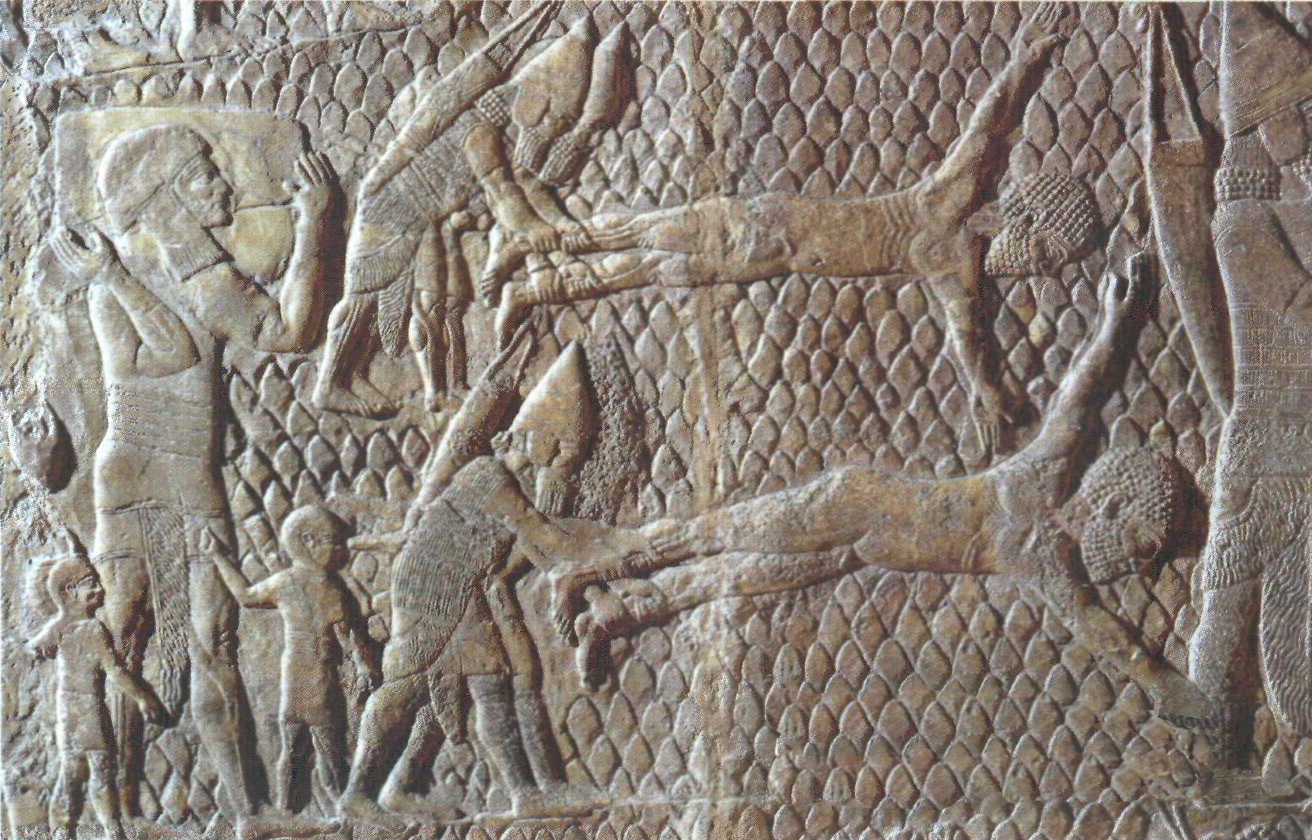
Escena de tortura en un relieve asirio.

El historiador británico Edward Peters destaca que las definiciones que se han dado de la tortura a lo largo de la historia son notablemente similares. Así, por ejemplo, el jurista romano Ulpiano declaró que la quaestio (como se llamaba la tortura en la Antigua Roma) es «el tormento del cuerpo para obtener la verdad». En el siglo XIII un jurisconsulto dio una definición casi idéntica: «La tortura es la indagación de la verdad por medio del tormento». Lo mismo sucede con otro jurisconsulto del siglo XVII: «La tortura es el interrogatorio mediante el tormento del cuerpo... legítimamente ordenado por un juez con el fin de obtener la verdad». Todas estas definiciones se refieren a la tortura judicial.
La definición más aceptada en la actualidad es la que propuso la ONU en 1975. El artículo I de la Declaración contra la Tortura aprobada por la Asamblea General de las Naciones Unidas del 9 de diciembre de 1975 define la tortura de la siguiente forma:

Para los Fines de esta Declaración, tortura significa todo acto por el cual se inflige intencionadamente un intenso dolor o sufrimiento, físico o mental, por, o a instigación de, un funcionario público, a una persona para fines tales como obtener de ella o de un tercera persona una información o confesión, castigarla por un acto que ha cometido o intimidarla, a ella o a otras personas.

Paul Valadier hace dos observaciones a esta definición. En primer lugar, que existen maneras sutiles de desequilibrar la psique de una persona, y, en segundo lugar, que no se debe de restringir la tortura al Estado, ya que esta puede darse y se da en diversas relaciones humanas.

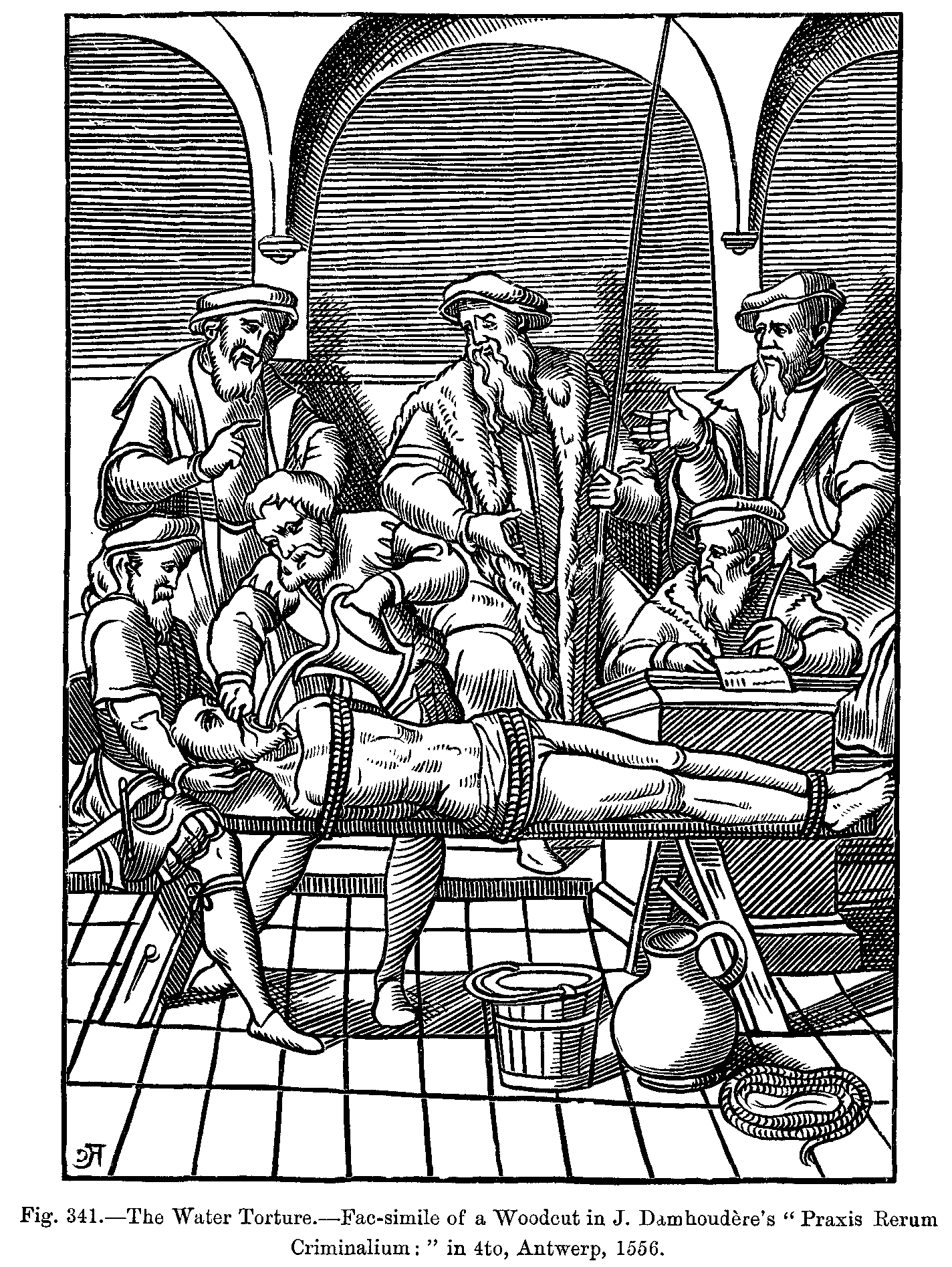
Funcionarios torturando con agua para obtener una confesión.

La Asamblea Médica Mundial de Tokio celebrada en 1975 incorpora las observaciones de Valadier definiendo tortura como: "El sufrimiento físico o mental infligido en forma deliberada, sistemática o caprichosa, por una o más personas, actuando sola o bajo las órdenes de cualquier autoridad, con el fin de forzar a otra persona a dar información o hacerla confesar por cualquier otra razón."
En el caso de apremios ilegales, el primer objetivo es el sometimiento y el quebrantamiento de la autoestima y la resistencia moral del detenido, con el fin de que el torturado acceda más fácilmente a los deseos del torturador o verdugo, sean estos cuales sean.
El objetivo puede ser variado: obtener una confesión o información de la víctima o de una tercera persona, como venganza por un hecho cometido por la víctima o por una tercera persona, como preludio de una ejecución (en cuyo caso se habla de muerte-suplicio) o simplemente para el entretenimiento morboso y sádico del torturador.

### Tortura y ordalía

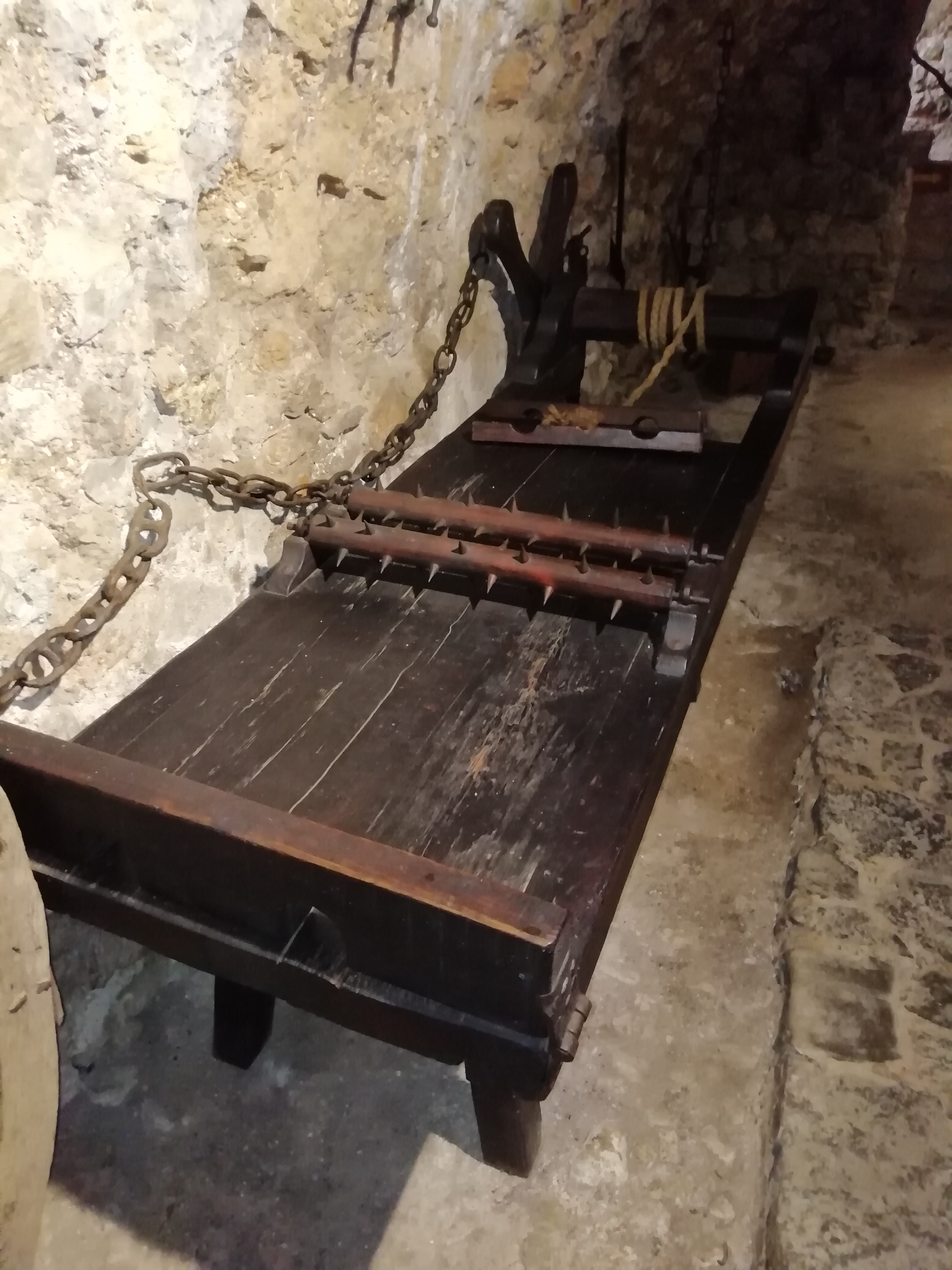
Mesa de tortura.

La tortura introducía una mayor racionalidad que la ordalía respecto del método de prueba pues, como afirma el jurista español Francisco Tomás y Valiente, "parece más cercana a la verdad material la autocondena, esto es, la confesión de culpa, que la condena en virtud de ritos mágicos". La tortura mantenía una analogía evidente con el sacramento de la penitencia pues en ambos casos la imposición del castigo se basaba exclusivamente en la autoinculpación, aunque manteniendo una diferencia fundamental: en la penitencia la confesión es libre y en la tortura es arrancada mediante la coacción. En este sentido la tortura se aproximaba a la ordalía, como ya destacaron los pensadores ilustrados. Cesare Beccaria afirmó que la diferencia entre la tortura y la ordalía "es sólo aparente y no real. Hay tan poca libertad ahora para decir la verdad entre espasmos y desgarros, como la había entonces para impedir sin fraude los efectos del fuego y del agua hirviente". Gaetano Filangieri escribió: "Si se considera la tortura como criterio de verdad, se encontrará algo tan falaz, algo tan absurdo, como lo eran los Juicios de Dios".
Tomás y Valiente, tras destacar la irracionalidad de ambos métodos de prueba y que la tortura es tan injusta y que puede ser más cruel que la ordalía, afirma que la tortura "como procedimiento para averiguar la verdad, aunque ciertamente falle en muchos casos y pese a que provocará con toda seguridad más confesiones que confesiones veraces, es innegable que resulta más eficaz que cualquier rito mágico ordálico. Sobre todo teniendo en cuenta que su eficacia opera en un doble sentido: como medio para descubrir la verdad, y como instrumento para intimidar al torturado y a quienes se sienten potencialmente en su lugar. Si no fuera eficaz la tortura en su doble efecto inquisitivo e intimidativo… no habría pervivido durante siglos ni habría resurgido en el nuestro [siglo XX]".

### Tortura y penas corporales

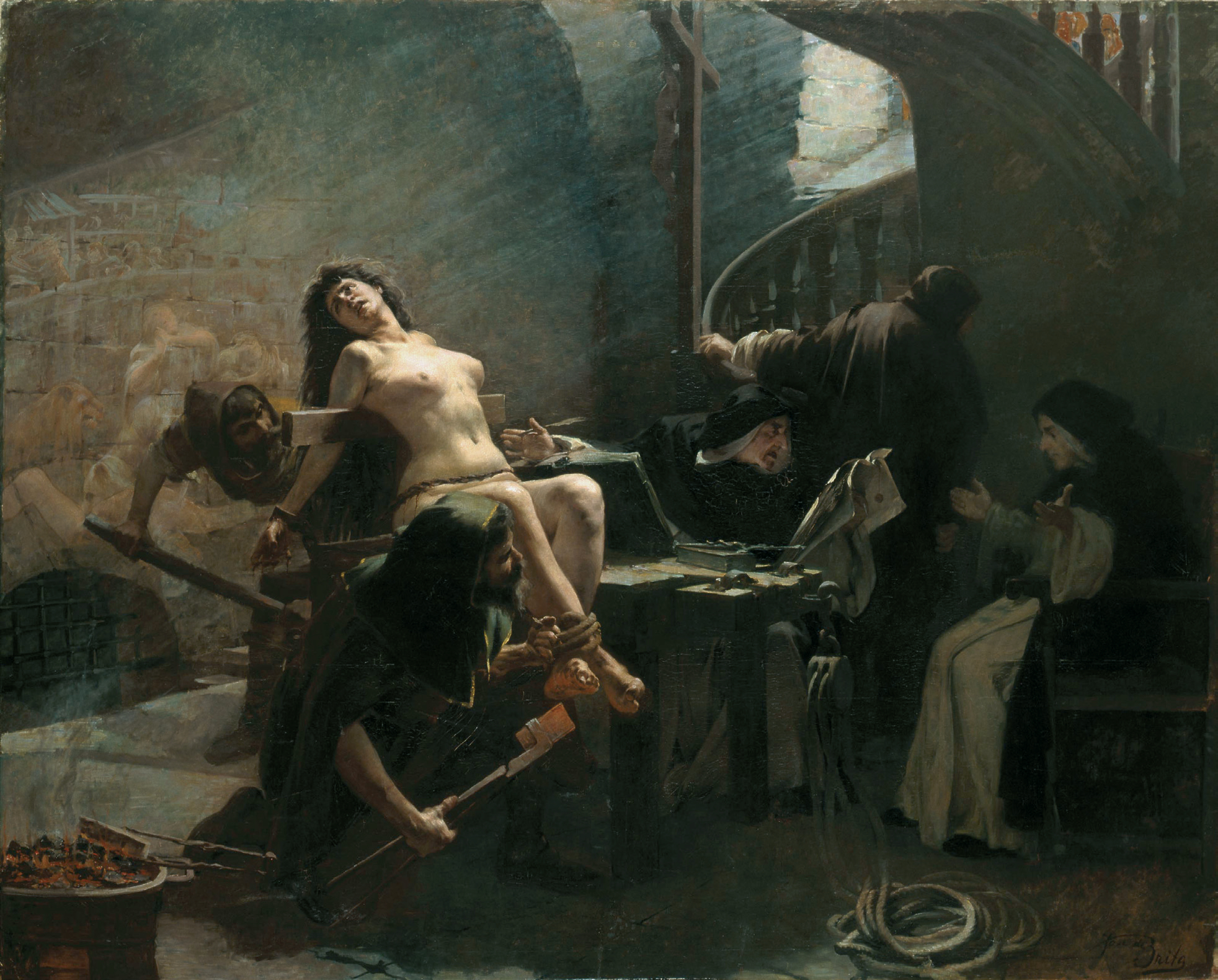
Mártir do Fanatismo (c. 1895). Pintura de José de Brito

Las diferentes formas de tortura han sido aplicadas también como pena corporal a los culpables de determinados delitos.
Los hebreos colgaban de un poste a los calumniadores y a los idólatras, y lapidaban a los blasfemos. Los palazos o la verberación era un castigo cruel bajo cuyos golpes morían a veces los criminales. Los persas infligían diversas clases de suplicio como pena a los reos condenados (véase Tortura en Persia).

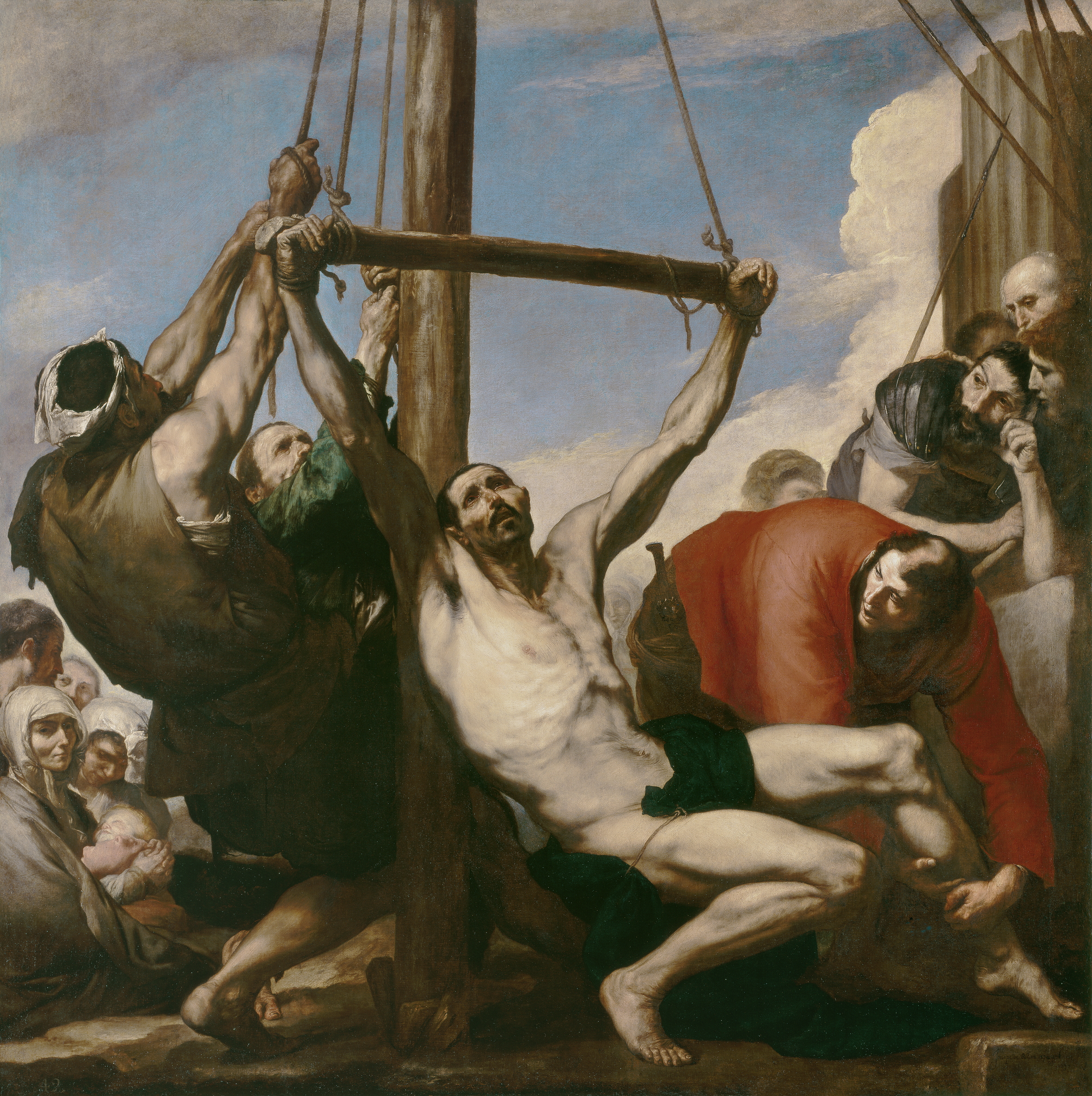
El martirio de San Felipe, de Ribera.

En la Antigua Roma se condenaba al colgamiento a los esclavos y a las personas de estratos y condiciones menos favorables. Antes de clavar a los reos en el madero solían darles azotes con correas, sarmientos u otros instrumentos preparados al efecto. Plutarco dice que los reos condenados a muerte en el madero estaban obligados a llevarlo por sí mismos al patíbulo. Comúnmente, los aseguraban en el madero por medio de clavos si bien otras veces los ataban con cuerdas. Este suplicio era tan común entre los antiguos que los latinos dieron al nombre de crux y a sus derivadas cruciatus y cruciare una significación que se refiere a toda suerte de penas y tormentos.
La costumbre de cortar la cabeza con hacha es muy antigua. Los romanos la usaron desde los primeros tiempos de la fundación de su ciudad, por eso los lictores llevaban entre las haces una seguro para este objeto. En Atenas y Roma se castigaba a los traidores de la patria precipitándoles a un foso profundo o desde la roca Tarpeya, respectivamente. Mecio Fufecio, rey de Alba Longa, fue descuartizado por orden de Tulio Hostilio por haber violado la alianza que había hecho con los romanos.

### Justificación legal del uso de la tortura en la actualidad

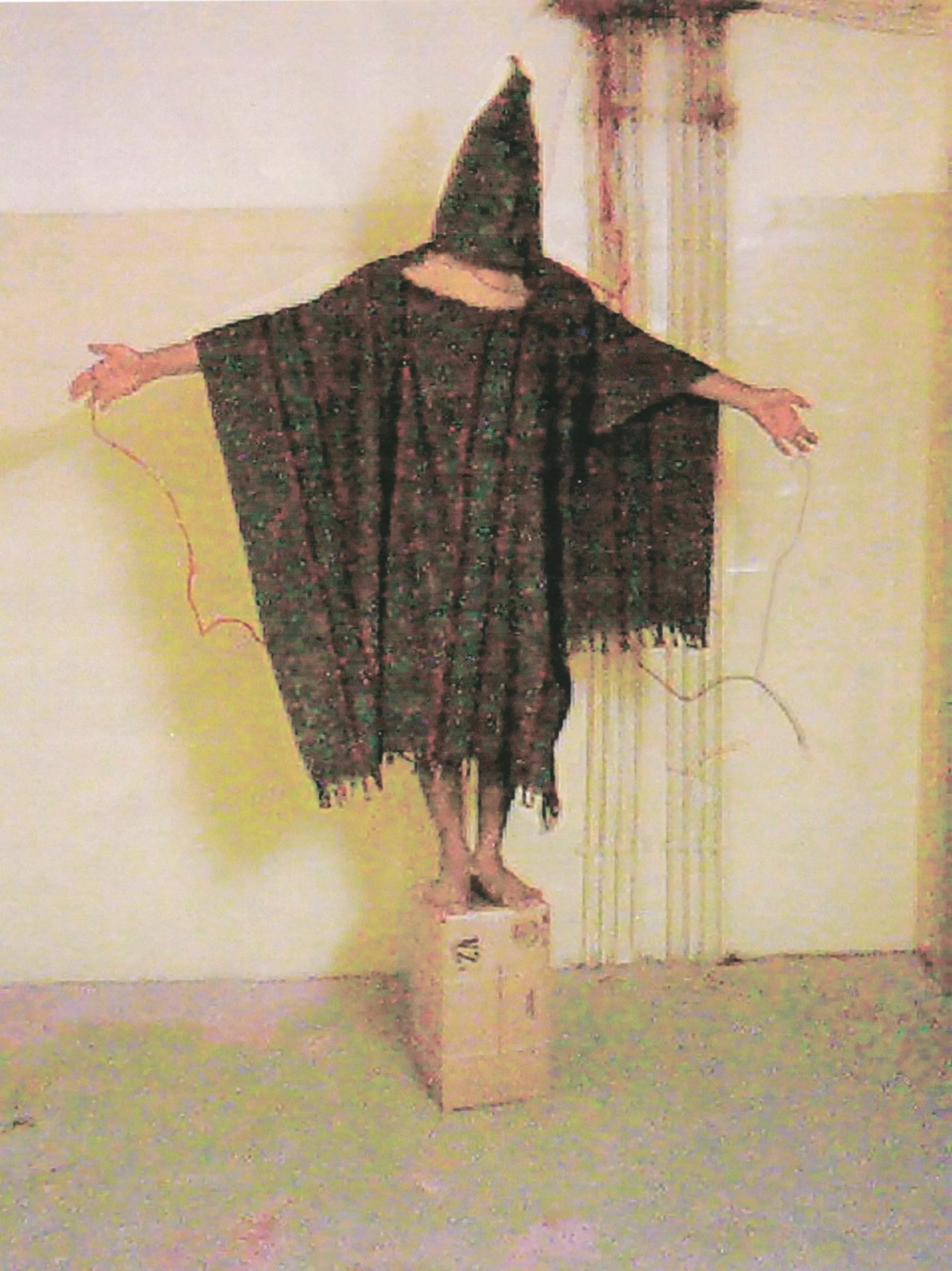
Tortura en la prisión de Abu Ghraib (2003)

En 1971 el general Jacques Massu, jefe del ejército francés que actuó en la guerra de Argelia, publicó un libro de memorias titulado La verdadera batalla de Argel en el que justificó el empleo de la tortura en Argelia sobre la base de las circunstancias del momento y a que la necesidad militar la imponía. Como ha señalado Edward Peters, "el libro es un ejemplo clásico de un argumento comúnmente usado para legitimar la tortura, un argumento que Massu no inventó, ni fue el único en citar: […] el argumento de que los torturadores pueden ser servidores responsables del Estado en tiempos de crisis extrema". El libro recibió una respuesta inmediata por parte de Alec Mellor -que en 1949 ya había publicado un libro de gran resonancia titulado La torture- con su obra Je dénonce la torture; de Jules Roy, autor de J'accuse le general Massu; y de Pierre Vidal-Naquet que publicó la traducción francesa de su libro Torture: Cancer of Democracy, publicado originariamente en inglés en 1963 y en el que denunciaba que el cáncer de la democracia no era la tortura misma sino la indiferencia hacia ella, al que siguió Les Crimes de l'armée francais ['Los Crímenes del ejército francés', 1977], en el que describió los horrores de la represión francesa durante la guerra de Argelia, ampliando un libro anterior publicado en 1962 con el título Raison d'etat ['Razón de Estado'].
La justificación legal del uso de la tortura por los regímenes que la practican, se basa principalmente en la figura de la anulación de toda protección jurídica del detenido. En el caso de detenidos acusados de terrorismo o actividades políticas subversivas, como es el caso de muchas dictaduras históricas o actuales o en el de la actuación de algunos ejércitos en guerras vigentes, el razonamiento sigue varios puntos:
- Se establece que el detenido no tiene la condición de un prisionero de guerra bajo las Convenciones de Ginebra. Ello se justifica como consecuencia de que el detenido no forma parte de una fuerza política, no lleva uniforme que lo distinga como combatiente, sus líderes no son accesibles ni están reconocidos como posibles negociadores de una paz y las hostilidades que su grupo practica son guerra irregular que viola todas las leyes de la guerra.

- Se establece que es un delincuente común de alta peligrosidad, cuya acción criminal extraordinaria ha obligado al gobierno a emplear la fuerza armada para detenerlo.

- Como ha sido detenido por la fuerza armada, tiene que ser interrogado preliminarmente por ésta antes de ser puesto a disposición de policías comunes y magistrados.

- El interrogatorio militar o policial extraordinario no forma parte de la acción penal, no tiene jurisdicción en ella, pero el detenido no es tampoco un prisionero de guerra que el Derecho Internacional Humanitario proteja.

El interrogatorio de contrainteligencia se convierte pues, y en virtud de la lógica concentracionaria aplicada, en un espacio de indefensión total del detenido. En esto reside la vulnerabilidad o indefensión jurídica ( y también psicológica) del detenido, que es la condición básica para que el interrogatorio de inteligencia tenga éxito.

## Historia
Los chinos practicaban la tortura como parte de sus procedimientos judiciales, llamados básanos. De ahí deriva el verbo "basanixein", que significa "verificar". Más únicamente se torturaba a los esclavos y, en ocasiones, a los extranjeros. Los romanos también siguieron el mismo principio durante la República y el Alto Imperio. El texto romano clave sobre la tortura aparece en el Digesto de Justiniano (Cap. XVIII, libro 48). Allí se advierte que las confesiones arrancadas bajo tortura son inseguras. Además se prohibía la tortura a menores de 14 años y mujeres embarazadas.

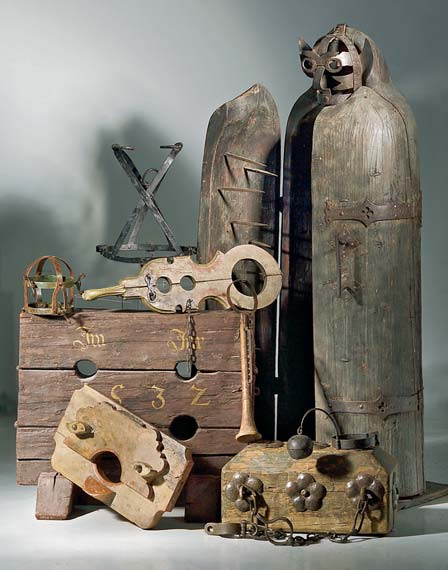
Instrumentos de tortura.

En el derecho romano la tortura se admitía como método de prueba (principalmente en el Digesto, 48, 18 y en diversas constituciones imperiales). El Breviario de Alarico y el Liber Iudiciorum visigodos recogen estas disposiciones tomadas del Código Teodosiano.
En la Antigüedad, la tortura fue utilizada como medio de prueba en los procesos penales para conseguir la confesión del inculpado. 
En la Alta Edad Media no se recurrió a la tortura sino a la ordalía para determinar la veracidad o falsedad de una acusación y la culpabilidad o inocencia de una persona (lo que Tomás y Valiente llama "bilateralidad probatoria"). También, se denominó "juicio de Dios". 

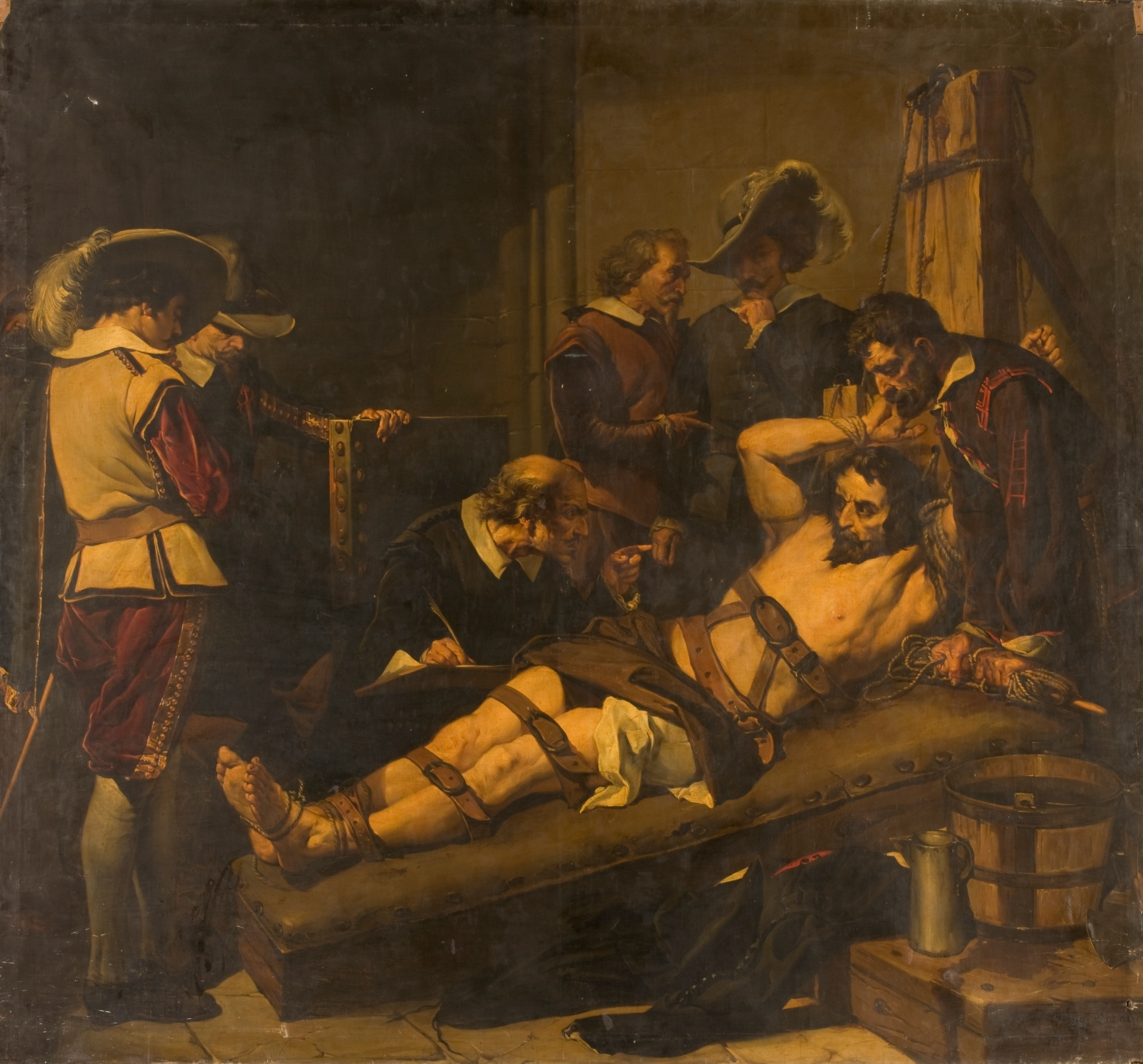
Don Rodrigo Calderón en el tormento, de José María Rodríguez de Losada. 1865. (Museo del Prado, Madrid).

La tortura fue sustituyendo a la ordalía en el Occidente medieval a partir de la recepción del derecho romano que se produce durante la llamada revolución del siglo XII. La Iglesia fue la primera en introducir su uso durante los papados de Alejandro III (1159-1181) e Inocencio III (1198-1216), aunque su regulación definitiva no se produjo hasta la bula Ad extirpanda promulgada en 1252 por el papa Inocencio IV. En el derecho común fueron las comunas italianas las que empezaron a utilizar y a regular la tortura como medio de prueba en el proceso penal y luego se extendió por las diferentes monarquías, al mismo tiempo que se difundía el estudio del derecho romano en las Universidades.
En la Baja Edad Media, se reguló y comenzó a aplicarse (medio de prueba en el Proceso Canónico y, con el paso del tiempo, se empleó en el Derecho Común). Continuó hasta el siglo XVIII. 
En la Edad Media el proceso penal era de dos tipos: acusatorio, e inquisitorio, el primero requería de un acusador, y el segundo se daba únicamente mediante investigaciones. El método inquisitorio se basaba sobre pruebas escritas, y testimonios, dándole el mayor peso a la confesión, lo que condujo inevitablemente al empleo de la tortura como procedimiento penal.
Su abolición comenzó en Francia y se expandió por todos los países de Europa a lo largo del siglo XIX. Ha desaparecido de las legislaciones y de la práctica judicial, pero el abolirse legalmente no implica su real desaparición. 
En la Segunda Guerra Mundial y en la actualidad, la Gestapo, la KGB, la Kripo, la CIA y el FBI han sido sindicados como organismos estatales que aplican la tortura para sus fines[cita requerida].      Actualmente, está presente en aquellos Estados totalitarios como medio de seguridad, sobre todo para los "delitos políticos".

## Formas e instrumentos de tortura

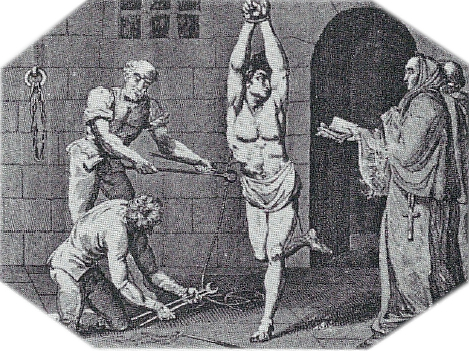
Imagen ficticia de un torturado por la Inquisición. Grabado del.

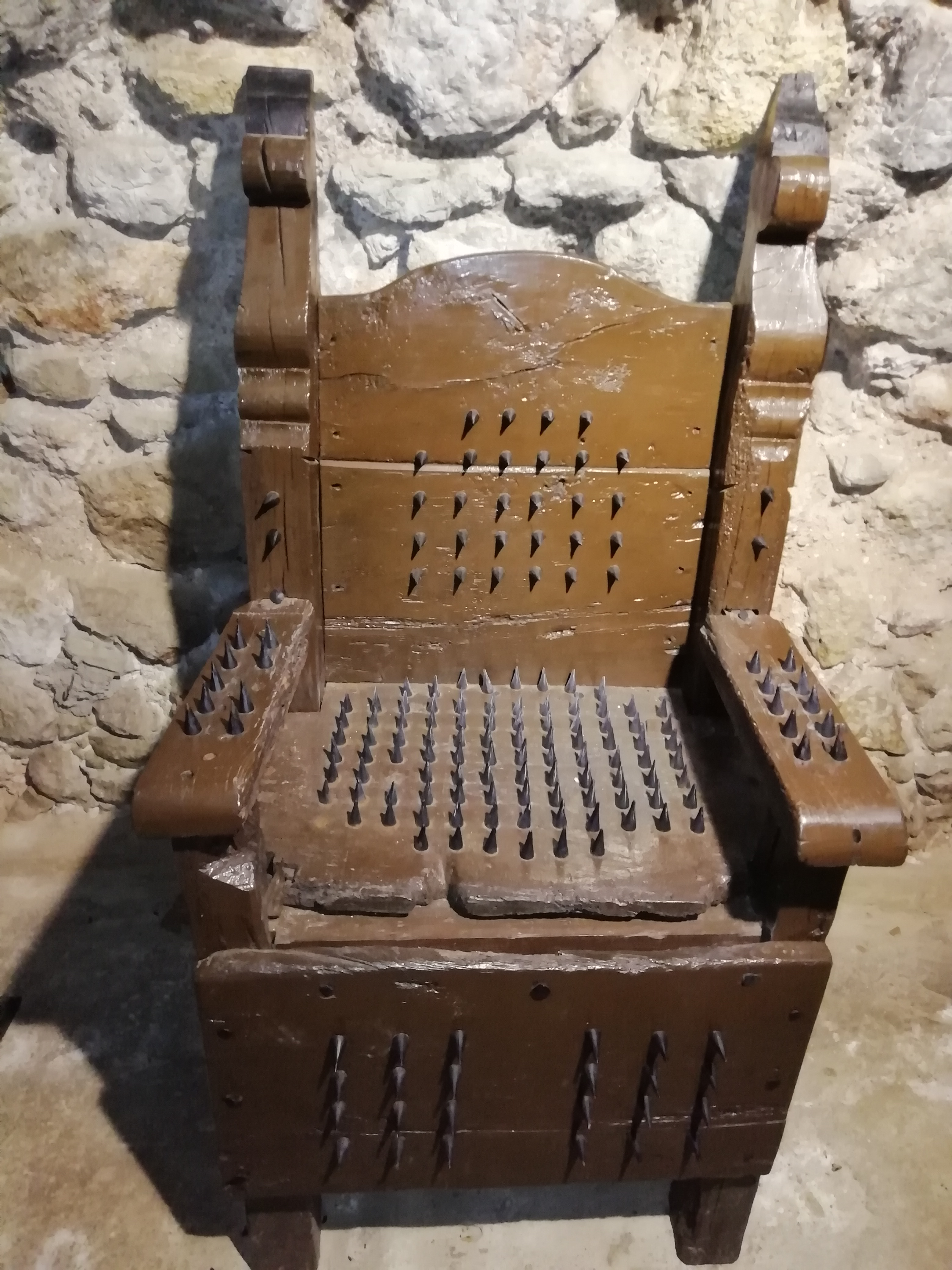
Silla de tortura.

La tortura se puede realizar de varias formas. El daño físico se puede causar mediante golpes, rotura de huesos, desgarres musculares, castración, aplastamiento, cortes, descargas eléctricas, desfiguración, quemaduras, aplicación de temperaturas extremas, ingestión de productos químicos o elementos cortantes, baños con substancias químicas cáusticas, ahogamiento, violación, privación del sueño o posturas corporales incómodas.
El daño psicológico se puede realizar mediante la privación sensorial, el aislamiento, la humillación verbal o física (desnudez durante los interrogatorios), la manipulación de la información sobre el detenido o sus allegados, la mentira (p.ej. falsas informaciones sobre daños sufridos por amigos y familiares), la desorientación física y mental, o la simulación de torturas físicas o ejecuciones que contribuyan a la desmoralización. En general, lo que se busca con la tortura psicológica es la ruptura de la autoestima y la resistencia moral del detenido, con el fin de que el interrogado acceda más fácilmente a los deseos del interrogador, sean estos cuales sean.

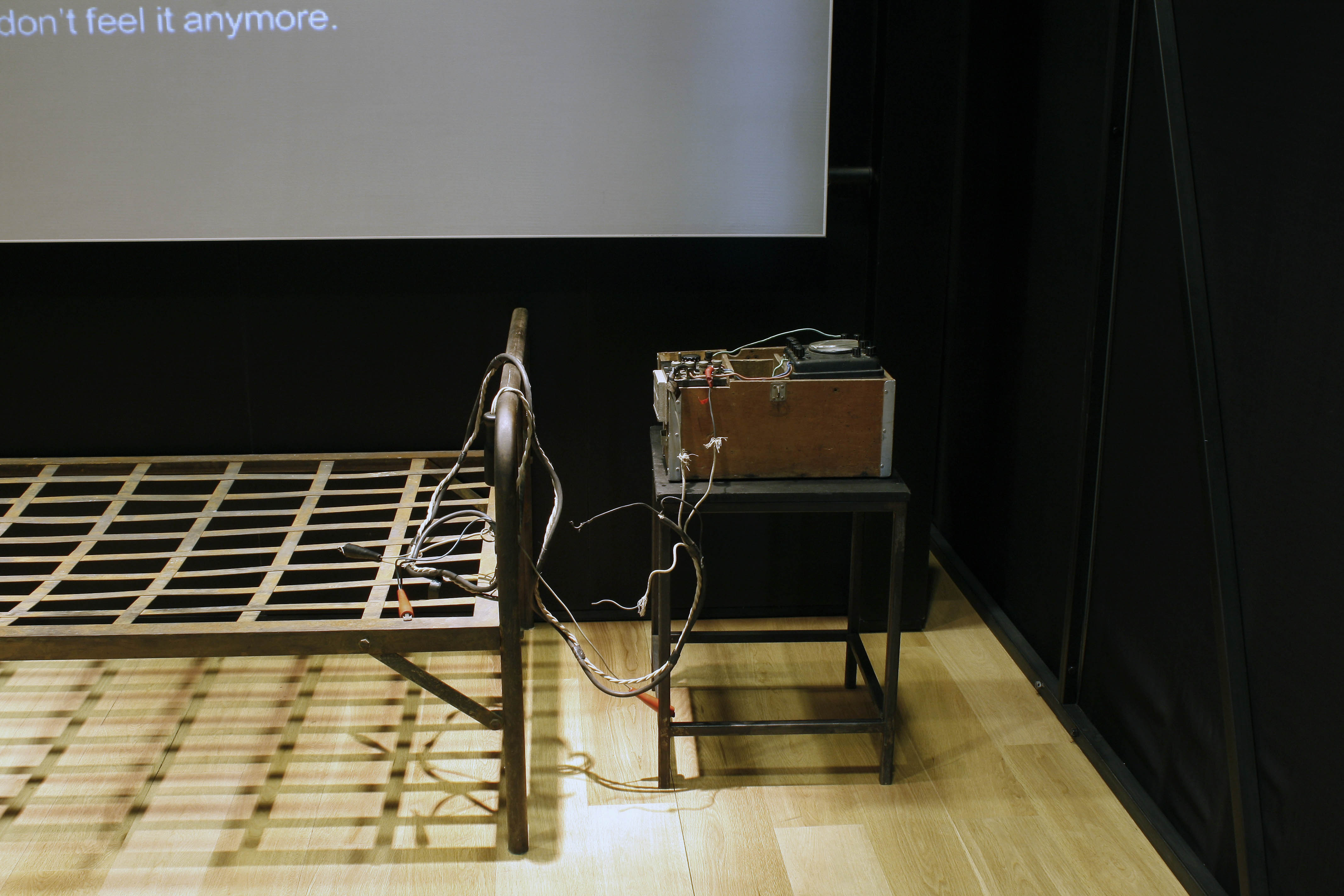
Camilla para torturar eléctricamente usada por servicios de inteligencia de la dictadura militar de Augusto Pinochet en Chile.

En la Edad Media se colgaba a los reos unas veces de un poste, otras de un árbol y solían vendar la cara del criminal durante el suplicio. Suspendían algunas veces a los reos de un pie solamente y les ataban un peso al cuello, otras veces de un brazo o de ambos y les ataban fuertemente hasta que expiraban. Se servían también de un cordón para apretar el cuello del criminal y ahogarle, como se hizo en Roma con Léntulo, uno de los cómplices en la conspiración de Catilina. Y este suplicio era en tal manera infamante y vergonzoso que los pontífices prohibían enterrar los cadáveres de aquellos que lo hubiesen sufrido.[cita requerida]
El suplicio de la rueda, inventado en Alemania en tiempos de desorden, era muy raro antes del año 1538 y se dispuso contra los ladrones de camino real. Las mujeres no han sido condenadas a él nunca por razones de decencia.

### Formas e instrumentos de tortura
| - Apega de Nabis - Aplastacabezas - Aplastapulgares - Bota malaya - Catasta - Cepo chino - Cigüeña - Cinturón de San Erasmo - Cuna de Judas - Desgarrador de senos - Doncella de hierro - Escafismo | - Falanga - Flagelación - Flauta del alborotador - Gota china - La Rueda - Limpieza del alma - Mancuerda - Máscara - Péndulo - Pera vaginal - Picana eléctrica - Posición Shabak | - Potro - Privación sensorial - Sierra - Silla de hierro romana - Submarino - Taburete de sumersión - Tormento del agua - Toro de Falaris - Tortuga - Uñas de gato - Tortura blanca - Privación de alimentos |

### Métodos de tortura actuales
Edward Peters en su libro sobre la tortura ofrece la siguiente relación:

Tortura somática
- Golpes: puñetazos, puntapiés, golpes con porras, golpes con culatas de fusil, saltos sobre el estómago.
- Falanga (falka): golpear la planta de lo pies con varas.
- Tortura de los dedos: se coloca un lápiz entre los dedos de la víctima que luego son apretados violentamente.
- Teléfono: el torturador golpea con la palma de su mano el oído de la víctima, imitando un receptor telefónico; lo cual produce la ruptura de la membrana del tímpano; el teléfono también puede consistir en golpes contra un casco que se pone a la víctima. Una vez roto, se puede introducir agua fría en el oído, provocando un dolor sumamente intenso que puede durar entre 6 y 8 horas hasta que drene por completo; el proceso de drenado puede tardar entre 24 a 48 horas; en caso de no drenar puede provocar una infección y en el peor de los casos, la muerte.
- Electricidad: exploración con electrodos puntiagudos (picana eléctrica); pinchos para ganado; enrejados metálicos, camas de metal a las que son atadas las víctimas; la «silla del dragón» (Brasil), una silla eléctrica.
- Quemaduras: con cigarrillos o cigarros encendidos, varas calentadas eléctricamente, aceite caliente, ácidos, cal viva; achicharrar en una parrilla caliente al rojo (por ejemplo, la «mesa a caliente» usada por los agentes de SAVAK); frotar con pimienta u otras sustancias químicas las mucosas, o ácidos y especias directamente sobre las heridas, potasa cáustica, soda cáustica.
- Submarino: la inmersión de la cabeza de la víctima en agua (a menudo agua inmunda) hasta el borde de la asfixia (llamado en Argentina «la tortura asiática», y en otras partes «la bañera»).
- Submarino seco: se cubre la cabeza de la víctima con una bolsa de plástico o una manta, o se tapan la boca y la ventanillas de la nariz hasta llegar al punto de la asfixia.
- Suspensión en medio del aire: la «percha del loro» brasileña, donde la víctima es suspendida con las rodillas dobladas sobre una vara metálica y atadas rígidamente a las muñecas.
- Colocación prolongada en posiciones forzadas y tensión del cuerpo.
- Permanecer mucho tiempo de pie.
- Alopecia de tracción: arrancar el pelo.
- Extracción de uñas.
- Violación y agresiones sexuales.
- Inserción de cuerpos extraños en la vagina o el recto.
- «Mesa de operaciones»: mesa a la que la víctima es atada con correas, o bien para ser estirada por la fuerza, o bien sólo afirmada por debajo de la parte inferior de la espalda, lo que hace necesario el apoyo del peso de la víctima que está fuera de la mesa; en algunos países es llamado el quirófano.
- Exposición al frío: inmersión en aire frío o agua fría.
- Privación de agua: sólo se da a la víctima agua sucia, salada o jabonosa.
- Consumo forzado de alimentos en mal estado o deliberadamente condimentados fuertemente con especias.
- Tortura dental: extracción forzada de dientes.

Tortura psicológica
- Presenciar las sesiones de tortura de otros: parientes, hijos.
- Amenazas de tener que presenciar la tortura de otros.
- Ejecuciones simuladas.
- Privación de sueño.
- Exposición continua a la luz.
- Exposición por tiempos prolongados a sonidos fuertes y molestos.
- Confinamiento solitario.
- Permanecer incomunicado (ser mantenido sin ninguna comunicación humana).
- Total privación de estímulos sensoriales.
- Condiciones de detención.
- Amenazas.
- Provocar vergüenza; desnudar; participación forzada en una actividad sexual o ser obligado a presenciarla.

Tortura farmacológica
- Aplicación forzada de drogas psicotrópicas.
- Aplicación forzada de estimulantes nerviosos (histaminas; aminacina; trifluoro peracina-estelacina).
- Inyección de materia fecal.
- Ingestión forzada de azufre o veneno (talio).

## Secuelas de la tortura
Edward Peters presenta en su libro la siguiente relación:

Secuelas somáticas
- Trastornos gastrointestinales: gastritis, síntomas dispépticos similares a la úlcera, dolores de regurgitación en el epigastrio, colon espástico irritable.
- Lesiones en el recto, anormalidades en el esfínter.
- Lesiones en la piel, lesiones histológicas.
- Trastornos dermatológicos: dermatitis, urticaria.
- Dificultades para caminar, heridas en los tendones.
- Dolores articulares.
- Atrofia cerebral (análoga al síndrome de posconmoción cerebral, determinada por tomografía axial del cerebro mediante ordenador) y lesión cerebral orgánica.
- Trastornos cardio-pulmonares, hipertensión.
- Trastornos dentales.
- Dolor traumático residual.
- Síntomas ginecológicos: inflamación de los órganos sexuales internos, dolores menstruales.
- Deterioro del oído, lesiones en el tímpano.
- Disminución del umbral de dolor.
- Estrés como secuela indirecta.

Secuelas psicológicas
- Ansiedad, depresión, temor.
- Psicosis, psicosis fronteriza.
- Inestabilidad, irritabilidad, introversión.
- Dificultades de concentración.
- Letargo, fatiga.
- Inquietud.
- Disminución del control de la expresión y la emoción.
- Incapacidad de comunicación.
- Pérdida de la memoria y la concentración.
- Pérdida del sentido de la orientación.
- Insomnio, pesadillas.
- Deterioro de la memoria.
- Dolores de cabeza.
- Alucinaciones.
- Perturbaciones visuales.
- Intolerancia del alcohol.
- Parestesia.
- Vértigo.
- Perturbaciones sexuales.

Consecuencias sociales de las secuelas de la tortura
- Deterioro de la personalidad social.
- Incapacidad para trabajar.
- Incapacidad para participar en recreaciones.
- Destrucción de la propia imagen.
- Estrés puesto en la familia.
- Incapacidad de socialización.

###### Otras secuelas psicológicas de la tortura.
Reexperimentacion del trauma
Evitación y embotamiento emocional
Darse una hiperexcitación
Disminuir la autoestima y sentido positivo en cuanto al futuro.
Disociación, despersonalización
Disfunciones de carácter sexual

## La lucha contra la tortura
La lucha contra la tortura tiene un instrumento internacional específico: la Convención contra la tortura y otros tratos o penas crueles, inhumanos o degradantes y su Protocolo Facultativo.
Adicionalmente la tortura está condenada en el artículo 5 de la Declaración Universal de los Derechos Humanos. Otras normas jurídicas de derecho internacional que recogen la tortura son el Pacto Internacional de Derechos Civiles y Políticos y el Convenio Europeo para la Protección de los Derechos Humanos y de las Libertades Fundamentales.
El Día Internacional de Apoyo a las víctimas de la Tortura se celebra el 26 de junio.
La tipificación del delito varía según la regulación de cada país, pero en conjunto y de manera genérica se considera tortura a efectos penales a «las acciones cometidas por funcionarios o autoridades, o al consentimiento explícito o implícito por parte de las mismas para que terceros las ejecuten, con el objetivo de obtener una confesión o información de una persona, así como el castigo físico o psíquico que suponga sufrimiento y suprima o disminuya las facultades del torturado o de cualquier manera afecten a su integridad moral».
En el mundo, varias Organizaciones No Gubernamentales (ONG) se movilizan para ejercer una presión sobre los Estados que practican la tortura, por ejemplo Amnistía Internacional (AI) o la Organización Mundial Contra la Tortura (OMCT).
Uno de los principales razonamientos contra el uso de torturas o tratos degradantes o inhumanos es que cualquier persona sometida a ello es capaz de reconocerse autor de cualquier cosa, por absurdo que sea, con tal de dejar de sufrir.
En 1980 se fundó en Copenhague el Centro de Rehabilitación e Investigación de las Víctimas de la Tortura (RCT, en sus siglas en inglés), que sigue siendo el principal centro mundial en el tratamiento de las víctimas de la tortura, y del que surgió cinco años después el Consejo Internacional para la Rehabilitación de las Víctimas de la Tortura (IRCT, en sus siglas en inglés), que es la principal organización mundial dedicada a la rehabilitación de las víctimas de la tortura, integrada en la actualidad por 144 asociaciones radicadas en más de 70 países (de ellos doce latinoamericanos).
Legislación Española:
- Constitución Española (CE):art. 15: "Todos tienen derecho a la vida y a la integridad física y moral, sin que, en ningún caso, puedan ser sometidos a tortura ni a penas o tratos inhumanos o degradantes. Queda abolida la pena de muerte, salvo lo que puedan disponer las leyes penales militares para tiempos de guerra"
- CP: artículos 173.1 - 177

### Instrumentos legales en los Estados Unidos
- La Ley de Protección de Víctimas de la Tortura 1991 (TVPA,[18] sigla del inglés de " Torture Victim Protection Act". Pub.L. 102-256, HR 2092, 106 Stat 73, promulgada el 12 de marzo de 1992) es una ley que permite la presentación de demandas civiles, en los Estados Unidos, en contra individuos que, actuando en su capacidad oficial para cualquier nación extranjera, cometieron torturas y / o ejecuciones extrajudiciales.

- Las Víctimas de la Trata y la Ley de Protección contra la Violencia (TVPA,[19] por sus sigla en inglés) es una ley federal de Estados Unidos, aprobada como ley en 2000 por el Congreso de EE. UU. Ofrece protección para las personas que se encuentren en el país de manera ilegal, que puedan ser víctimas de la trata de personas.

## Escenario «Ticking time bomb»
Se ha planteado la posible legitimidad de la tortura en el caso de la llamada «tortura de rescate» o escenario «Ticking time bomb». Se trata de la situación en la que un criminal tiene una información que puede evitar un resultado grave o incluso mortal en el futuro y se niega a revelarla a las autoridades. Se plantea si sería legítimo torturarle para obligarle a dar esa información, información que serviría para evitar daños graves o incluso muertes. Es un asunto debatido entre muchos juristas y políticos. Habitualmente se plantea como el supuesto de un terrorista que ha puesto una bomba de tiempo (Ticking time bomb) que todavía no ha estallado pero lo hará en poco tiempo. Si el terrorista ha sido detenido y se le obliga a decir dónde ha puesto la bomba, esta podría ser desactivada, salvando así muchas vidas.

## Protocolo de Estambul
Se trata de un Manual para la investigación y documentación eficaz de la tortura y otros tratos o penas crueles, inhumanas o degradantes. Fue aprobado por la Organización de las Naciones Unidas en 1999: 
- Directrices reconocidas de forma internacional
- Documentación para la validez de la prueba
- Acabar con la impunidad
- No vinculante
- Adoptado por la Oficina del alto Comisionado de la Organización de las Naciones Unidas (ONU) para los DDHH en el año 2000.

Además, se procederá a la documentación de forma válida de la metodología y de los signos que apunten a un caso de tortura. Este Protocolo contiene: 
- Estándares y procedimientos
- ¿De qué forma se puede proceder al reconocimiento y a la documentación de síntomas de tortura?
- Requisitos
- Evidencia
- Normativa Internacional que se aplica
- Códigos éticos tanto jurídicos como sanitarios
- Investigación legal: objetivos, principios y documentación eficaces, procedimiento y Comisión de indagación. Dentro del procedimiento se pueden distinguir: 
  - Órgano adecuado
  - Entrevista tanto a víctimas como a testigos: especialmente, técnicas de interrogación y documentación y evaluación de los antecedentes
  - Aseguramiento y obtención de pruebas
  - Indicios médicos
  - Fotografías

## Tortura en el cine
- La película Garage Olimpo trata sobre un centro de detención durante la dictadura militar que gobernó la Argentina de 1976 a 1983, en el que se torturaba a los presos.
- La película El crimen de Cuenca, de Pilar Miró, relata hechos reales de las torturas que recibieron unos campesinos españoles a manos de la Guardia Civil a principios del siglo XX.
- La película Saló o los 120 días de Sodoma, de Pier Paolo Pasolini, cuatro fascistas libertinos secuestran a nueve muchachos y nueve muchachas para someterlos a 120 días de tortura física, mental y sexual.[20]
- La película El experimento, de Oliver Hirschbiegel, trata sobre un experimento sociológico en la Alemania contemporánea entre dos grupos: los carceleros y los presos.
- La película The Road to Guantanamo, de Michael Winterbottom, recoge la historia de varios detenidos británicos trasladados a la base militar de la Bahía de Guantánamo. Contiene descripciones precisas de las técnicas y procedimientos de tortura física y psicológica allí practicados.
- La película Hostel trata sobre un lugar en el cual determinadas personas pagan para satisfacer sus fantasías macabras, torturando a sus víctimas mediante la utilización de varios utensilios: sierras eléctricas (como las empleadas en carpintería), tijeras, tenazas e incluso un mechero para realizar soldaduras.
- La saga Saw trata sobre un asesino llamado Jigsaw, quien tortura a las personas que él mismo considera que "no valoran su vida, han transgredido límites humanos de lo aceptable o la han malgastado en perjudicarse así mismos o a otros". Los dispositivos de tortura, diseñados por el mismo Jigsaw, poseen mecanismos complejos que ocasionan uno o más daños al cuerpo de sus víctimas (algunos dispositivos son fieles a los utilizados en el pasado).
- En la película de Quentin Tarantino, Reservoir Dogs, existe una famosa escena en la cual se puede ver al personaje "Mr. Blond" (Michael Madsen) torturar al joven policía Marvin Nash (Kirk Baltz), cortándole la oreja y bañándolo en gasolina al ritmo de la canción "Stuck in the Middle with You".
- En la película argentina La Noche de los Lápices, (basada en el hecho real ocurrido el 6 de septiembre de 1976 en Argentina, a principios de la dictadura militar autodenominada "Proceso de reorganización nacional") los siete estudiantes reciben distintas torturas, entre ellas, electricidad a través de picanas.
- En La Pasión de Cristo, de Mel Gibson, se muestra la tortura y crucifixión de Jesús.[21]
- En el thriller psicológico The Cell, un asesino en serie (Vincent D'Onofrio) tortura a un agente federal (Vince Vaughn) cortando su abdomen y arrancando su intestino.[22]

## Tortura en el teatro
La obra de teatro La muerte y la doncella, de Ariel Dorfman, explora las consecuencias de tortura. Otra obra, Pedro y el Capitán, de Mario Benedetti, se desarrolla exclusivamente en el diálogo entre un torturador y un prisionero en una dictadura latinoamericana indeterminada del siglo XX.

## Factores de riesgo de la tortura
Los factores de riesgo son aquellos elementos que aumentan la probabilidad de que se lleve a cabo un evento y sus consecuencias negativas, en este caso concreto, la tortura. Los indicadores encontrados son: el entorno, las prácticas, el sistema de justicia, las personas, el momento y el lugar. Ahora, vamos a verlos más en lo específico.
Entorno político
- ausencia del estado de derecho: no  toda persona goza de la misma protección ante la ley y los gobiernos no evitan el uso arbitrario del poder
- cultura de impunidad: se entiende que la impunidad es un vacío en el sistema de justicia, es decir, hay una inexistencia de responsabilidades, y comporta la huida de la acción de la justicia.
- corrupción
- aceptación pública de la tortura: en el pasado había actos de torturas públicos y estaba considerado normal.
- acceso deficiente a la justicia: por motivos de pobreza, falta de confianza en el sistema, entre otro

Prácticas
- detención incomunicada: se puede acordar la detención incomunicada para evitar que se sustraigan a la acción de la justicia personas supuestamente implicadas en los hechos investigados, o que se oculten, alteren o destruyan pruebas relacionadas con su comisión, o que se cometan nuevos hechos delictivos.[25]
- confinamiento solitario:  Sanción disciplinaria impuesta a un recluso por infracción muy grave del régimen penitenciario[26]
- amenazas- represalias
- uso de medios de contención: el informe del Comité Europeo para la prevención de la tortura y tratos inhumanos afirma que lo medios de contención son actos preventivos para usar en situaciones extremas como: actos de violencia, resistencia activa a los agentes y daño a las estructuras. La contención puede ser:
  - contención física personal: reprimir sujetando el cuerpo del individuo
  - defensa de goma: porras
  - sujeción mecánica: inmovilización
  - aislamiento provisional
- castigo corporal
- pena capital

Sistema de justicia penal
- sistemas disfuncionales que se basan excesivamente en las confesiones de los sospechosos
- cultura institucional, políticas de promoción presionan a las fuerzas del orden para obtener resultados

Personas
Situación de vulnerabilidad dada por la discriminación: nacionalidad, origen étnico, situación económica, discapacidad, religión, orientación sexual, identidad de género.
Momentos
- arresto
- detención y registro
- interrogatorio
- deportaciones forzadas: ocurre cuando una persona es deportada, trasladada o desplazada por la fuerza, amenaza de misma o por medio de la coacción a otro Estado o lugar, sin motivos autorizados por el derecho internacional[27]

Lugares
- prisiones
- comisaría de policía
- instituciones psiquiátricas
- centros de justicia juvenil